# Ariel (lune)
Vous lisez un « article de qualité » labellisé en 2011.
Pour les articles homonymes, voir Ariel.
Ariel, également connu sous le nom d'Uranus I, est un satellite naturel d'Uranus. Découvert le 24 octobre 1851 par William Lassell, il est nommé d'après Ariel, un esprit de l'air apparaissant dans le poème La Boucle de cheveux enlevée d'Alexander Pope et la pièce de théâtre  La Tempête de William Shakespeare. Il n'a été survolé que par une seule sonde spatiale, Voyager 2, en 1986, et seulement 35 % de la surface de l'astre a pu être photographiée à cette occasion.
Ariel est la plus brillante des lunes en orbite autour d'Uranus, ainsi que la troisième plus massive et la quatrième plus grande. Elle est principalement composée, à parts égales, de glaces et de roches. À l'instar des autres lunes d'Uranus, son orbite est inscrite dans un plan perpendiculaire à l'orbite de la planète autour du Soleil, ce qui provoque des variations saisonnières extrêmes en surface. En cela, elle suit la rotation atypique de la planète qui tourne selon un axe quasiment parallèle au plan de son orbite autour du Soleil. Pour cette raison, Ariel, comme les autres lunes d'Uranus, s'est très probablement formée à partir d'un disque d'accrétion qui entourait la planète peu de temps après sa formation. Sa structure interne s'est différenciée pour former un noyau de roche et un manteau de glace. Ariel a une surface complexe comprenant de vastes terrains marqués par des cratères d'impact et traversés par un réseau de failles escarpées, de canyons et de crêtes. Cette surface montre des signes d'une activité géologique plus récente que les autres lunes d'Uranus, résultant des importantes forces de marées exercées par la planète. L'énergie ainsi accumulée a été dissipée sous forme de chaleur dans le manteau de l'astre.

## Découverte et étymologie
Ariel est découvert par William Lassell le 24 octobre 1851, en même temps qu'Umbriel, une autre lune d'Uranus,. William Herschel, le découvreur des deux premières lunes d'Uranus, Titania et Obéron, affirmait avoir vu quatre autres satellites autour de la planète, mais ses observations n'ont pas pu être confirmées,.
Ce satellite est nommé d'après Ariel, le génie aérien bienfaisant au service de Prospero dans la pièce La Tempête de William Shakespeare. Les formations géologiques remarquables portent les noms de bons esprits et ceux de la lumière dans les différentes mythologies : Rima, Yangoor, Domovoy, Agape, Mélusine, Finvara, Berylune, etc. Les quatre autres lunes connues à cette époque portent également le nom de différents personnages de Shakespeare ou d'Alexander Pope, tous suggérés par John Herschel en 1852 à la demande de William Lassell.
Par ailleurs, cette lune est connue sous la désignation permanente « Uranus I ».

## Orbite

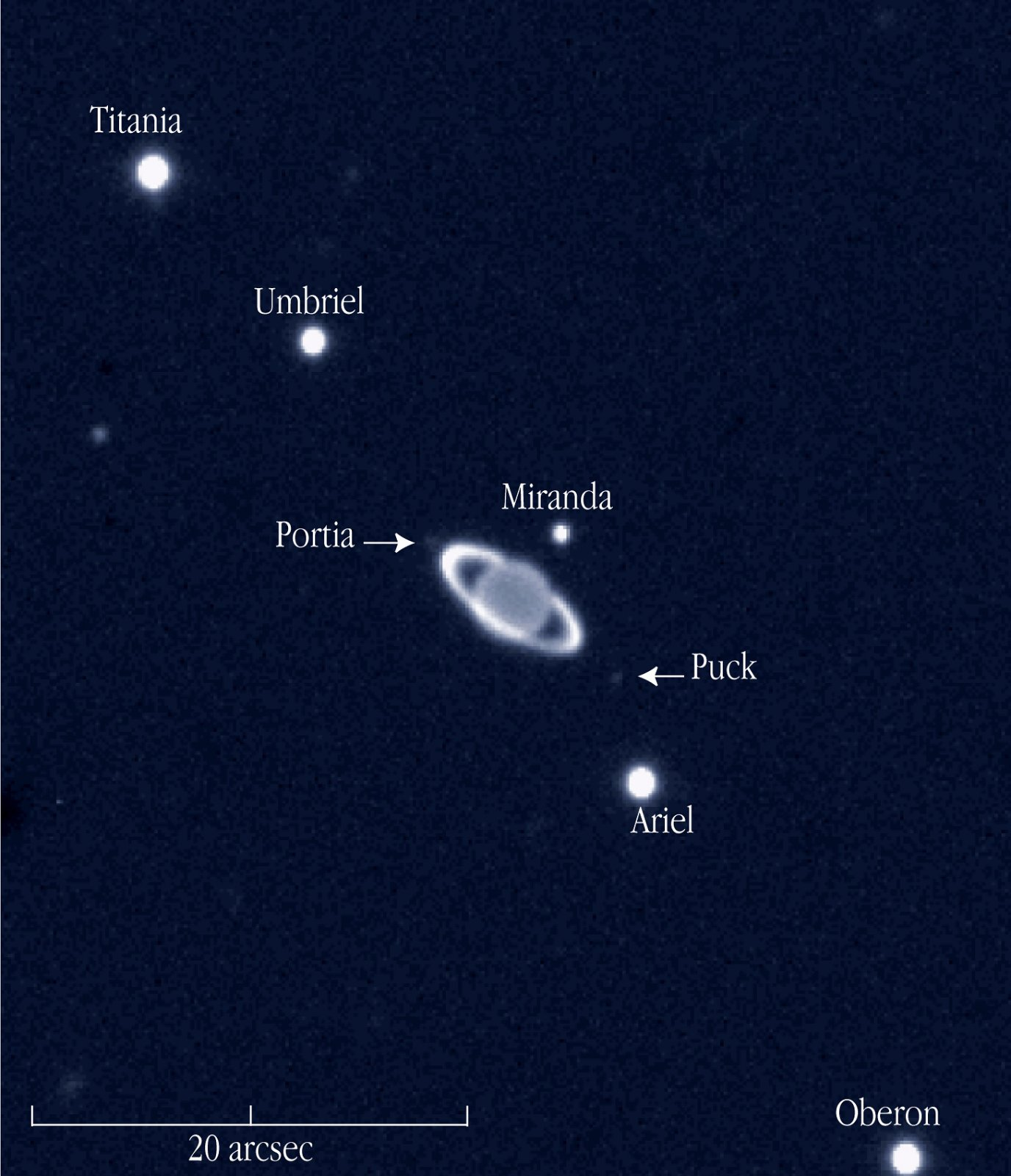
Ariel, Uranus et les autres lunes photographiées par l'Observatoire du Cerro Paranal.

Après Miranda, Ariel est la deuxième lune la plus proche d'Uranus parmi les cinq lunes majeures. Son orbite est distante d'approximativement 190 000 km avec une faible excentricité orbitale et une inclinaison minime avec le plan équatorial d'Uranus,. Sa période orbitale est d'approximativement de 2,5 journées terrestres et coïncide avec sa période de rotation. Ainsi, Ariel montre toujours la même face à la planète Uranus. Elle possède aussi un « hémisphère avant » (parfois noté apex orbital) qui fait face au mouvement orbital et un « hémisphère arrière » (ou antapex orbital) qui lui est opposé. Cette configuration est connue sous le nom de rotation synchrone. Elle est la conséquence des forces de marées produites par Uranus sur sa lune. Ces forces de marées ont engendré des frottements qui ont progressivement freiné la rotation d'Ariel sur elle-même. Ce phénomène s'est interrompu lorsque la révolution de l'astre autour d'Uranus coïncida avec sa rotation. L'orbite d'Ariel est complètement inscrite dans la magnétosphère d'Uranus. De ce fait, son hémisphère arrière est influencé par le plasma magnétosphérique qui est en rotation avec la planète. Ce bombardement pourrait entraîner l'assombrissement des hémisphères arrières de l'ensemble des satellites majeurs uraniens, à l'exception d'Obéron. Ariel capture en effet les particules magnétosphériques chargées. En 1986, la sonde Voyager 2 permit d'observer une baisse prononcée du nombre de particules énergétiques à proximité de l'orbite des lunes uraniennes.
À l'instar des autres satellites connus d'Uranus, Ariel orbite dans le plan équatorial de la planète. Cependant l'axe de rotation d'Uranus est quasiment inscrit dans son plan orbital. Ainsi, les pôles géographiques de la lune sont continuellement éclairés pendant 42 ans, puis plongés dans la nuit pour une même durée. De ce fait, Ariel est sujette à des cycles saisonniers extrêmes, tels qu'ils sont observés sur Terre depuis les pôles (voir Nuit polaire ou Jour polaire) autour des solstices. Son survol par Voyager 2 coïncida avec le solstice d'été de l'hémisphère sud de 1986, alors que la quasi-totalité de l'hémisphère nord était dans l'obscurité. Une fois tous les 42 ans, lorsqu'Uranus connaît un équinoxe et que la Terre s'inscrit dans son plan équatorial, les lunes d'Uranus peuvent s'occulter les unes les autres. Un certain nombre de ces événements ont eu lieu en 2007–2008, incluant une occultation d'Ariel par Umbriel le 19 août 2007.
Actuellement, Ariel n'est en résonance orbitale avec aucun autre satellite uranien. Dans le passé, cette lune pourrait avoir été en résonance 5:3 avec Miranda. Ce faisant, Ariel aurait été partiellement responsable d'une importante élévation de température observée sur Miranda (bien que la chaleur produite par une ancienne résonance 1:3 d'Umbriel avec Miranda était probablement environ trois fois plus importante). L'orbite d'Ariel pourrait aussi avoir été verrouillée par une résonance 4:1 avec Titania, qui s'est ensuite échappée. Échapper à un mouvement de résonance est plus facile pour les lunes d'Uranus que pour les lunes de Jupiter ou de Saturne, en raison du degré moindre d'aplatissement de la planète. Cette résonance, qui aurait eu lieu il y a environ 3,8 milliards d'années, aurait augmenté l'excentricité orbitale d'Ariel. Cette excentricité est à son tour responsable de forces de marées uraniennes, variant avec la position de l'astre sur son orbite. Les forces de marées génèrent d'importantes frictions au sein de la lune, et pourraient avoir causé un échauffement des structures internes d'Ariel d'au moins 20 K.

## Composition et structure internes
Cette lune est la quatrième plus grande lune d'Uranus et elle pourrait être la troisième plus massive,. La densité de ce satellite naturel est de 1,66 g/cm3. Au regard de sa densité et de ses dimensions, le modèle interne des lunes de taille moyenne proposé par H. Hussmanna et al. établit une composition en quantités approximativement égales de glace et d'autres matériaux. Ces derniers pourraient être constitués de roches et de matériaux carbonacés incluant des composés organiques lourds nommés tholins. La présence de glace d'eau sous forme essentiellement cristalline a été révélée par les observations spectroscopiques infrarouges, à la surface de la lune. Cette glace ne serait pas seulement formée d'eau mais aussi de méthane. Les bandes d'absorption de la glace d'eau sont plus fortes sur son hémisphère avant, celui qui est perpétuellement face au mouvement de l'astre autour d'Uranus, que sur son hémisphère arrière. Cette asymétrie pourrait trouver son origine dans le bombardement de particules chargées en provenance de la magnétosphère d'Uranus, qui est plus important dans l'hémisphère arrière (induit par le plasma en co-rotation). Ces particules énergétiques provoquent une pulvérisation cathodique de la glace d'eau. Cette pulvérisation décompose le méthane capturé par la glace en hydrate de méthane, clathrates et autres composés organiques sombres. Ce sont ces résidus chimiques qui recouvriraient la surface sombre et riche en carbone qui a été observée.
Le seul autre composé chimique identifié par spectroscopie infrarouge à la surface d'Ariel est le dioxyde de carbone (CO2), qui est principalement concentré sur l'hémisphère arrière. Ariel est le satellite uranien où la présence de CO2 est la mieux établie ; c'est aussi là qu'il fut découvert en premier lieu. Ce CO2 pourrait être produit sur place à partir des carbonates ou des matériaux organiques, sous l'influence des particules chargées de la magnétosphère d'Uranus ou des rayonnements ultraviolets du Soleil. Cette hypothèse pourrait expliquer l'asymétrie dans sa distribution, puisque l'hémisphère arrière est sujette à une influence magnétosphérique plus importante que l'hémisphère avant. Une autre source possible de ce CO2 pourrait être le produit du dégazage de nucléides primordiaux capturés par la glace d'eau, dans le cœur d'Ariel. La fuite de CO2 depuis l'intérieur de la lune pourrait être associée à une activité géologique passée.
Conformément à sa taille, à sa composition faite de roche et de glace, et à la présence possible de sel ou d'ammoniac en solution qui aurait abaissé la température de gel de l'eau, Ariel pourrait avoir connu une différenciation planétaire. Cette différenciation pourrait avoir entraîné la formation d'un noyau rocheux surmonté d'un manteau de glace. Le rayon de ce noyau, de 372 km, représenterait environ 64 % du rayon total de la lune, et sa masse serait approximativement 56 % de la masse totale. La pression en son centre serait d'environ 0,3 GPa. L'état actuel du manteau n'est pas clairement établi, mais la présence d'un océan liquide dans le sous-sol d'Ariel est improbable.

## Géologie

### Albédo et couleur

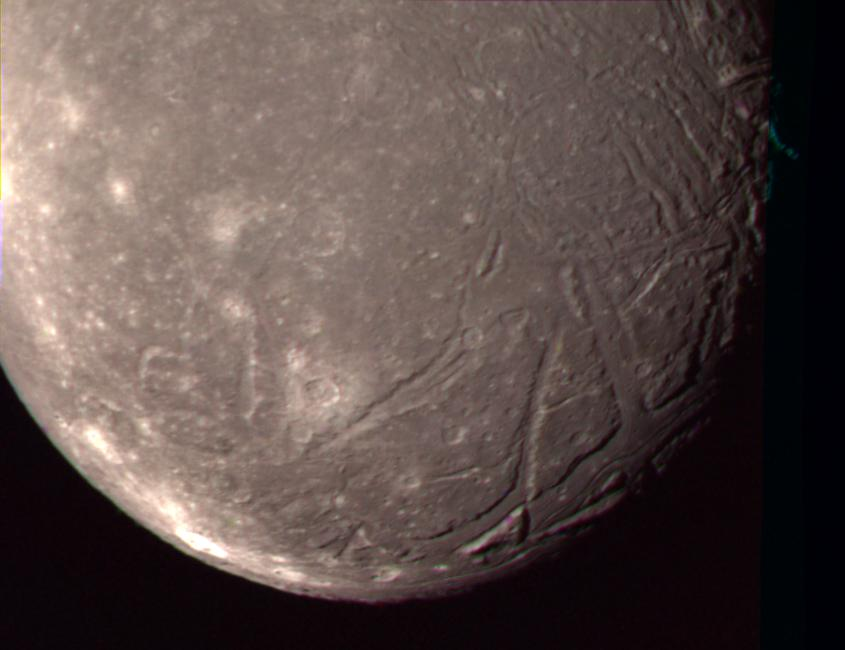
L'image d'Ariel de plus haute résolution prise par Voyager 2. Les canyons couverts par des plaines lisses y sont visibles dans le coin inférieur droit.

Parmi les lunes d'Uranus, Ariel est le satellite le plus brillant. Sa surface montre un important effet d'opposition : la réflexivité décroît de 53 % pour un angle de phase de 0° (albédo géométrique) à 35 % pour un angle de 1°. Son albédo de Bond, d'environ 23 %, est le plus élevé parmi les satellites d'Uranus. La surface d'Ariel est généralement de couleur neutre. Il peut y avoir une asymétrie entre l'hémisphère avant (qui fait face au mouvement orbital) et l'hémisphère arrière. Ce dernier apparaît 2 % plus rouge que le premier. La surface d'Ariel ne présente généralement aucune corrélation entre géologie et albedo ni couleur. Ses canyons ont par exemple la même couleur que ses cratères. Des dépôts d'impacts brillants autour de certains cratères récents sont néanmoins légèrement bleutés, rapprochant ainsi parfois couleur et structure géologique,. Il y a aussi quelques points légèrement bleutés qui ne correspondent à aucune structure géologique connue.

### Géographie
La surface d'Ariel présente trois types de zones géologiques distinctes : des cratères, des plaines et des crêtes. Les principales structures géologiques observées sont les cratères d'impact, les canyons, les escarpements de faille, les crêtes et les dépressions.

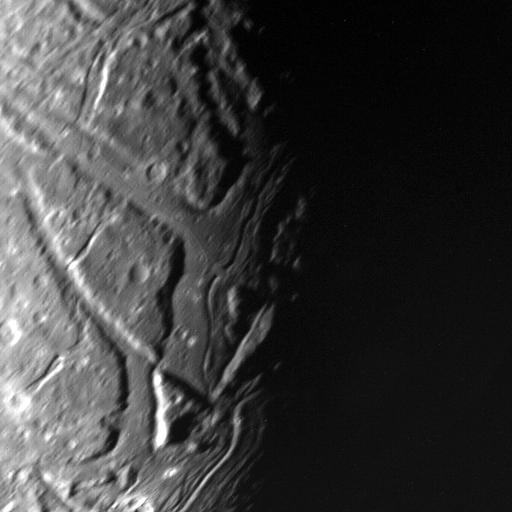
Graben à la surface d'Ariel. Le sol est couvert d'un matériau lisse probablement extrudé depuis le sous-sol

Le pôle sud d'Ariel présente la plus grande étendue géographique connue de cette lune. Il s'agit d'une vaste surface ondulée marquée de nombreux cratères d'impacts. De ce fait, cette zone est considérée comme la plus ancienne qui ait été observée sur Ariel,. Elle est recoupée par un réseau de canyons (appelés graben) et de crêtes escarpées qui se manifestent principalement sous les tropiques, dans les latitudes moyennes de l'hémisphère sud d'Ariel,. Ces canyons, connus sous le nom de chasmata, sont très probablement des grabens formés par l'écartement de l'écorce durcie de l'astre. Cet écartement résulterait d'une tension globale exercée par le gel progressif de l'eau (ou de l'ammoniaque) située plus en profondeur,,. Les chasmata mesurent entre 15 et 50 km de large et sont essentiellement orientés en direction de l'est ou du nord-est. Le sol de nombreux canyons est convexe, se surélevant d'un à deux kilomètres. Parfois, les sols sont séparés des parois des canyons par des gorges (sortes de fossés) d'environ un kilomètre de large. Le plus grand graben a des gorges qui courent le long des crêtes de son fond convexe, ce sont les valles. Le plus long canyon est Kachina Chasma, d'une longueur totale de 620 km.
La seconde étendue géographique la plus notable est un terrain de type strié par des bandes de crêtes et de creux, sur des étendues de plusieurs centaines de kilomètres. Elle est bordée par un terrain piqué de cratères et découpé en polygones. Chaque bande, qui peut mesurer de 25 à 70 km de large, est parcourue d'arêtes (crêtes) et de fossés mesurant jusqu'à 200 km de long, séparés les uns des autres par des distances de 10 à 35 km. Ces bandes de terrains sont fréquemment formées en continuation de canyons. Ceci suggère qu'elles peuvent être une forme modifiée des grabens ou le résultat d'une réaction différente de l'écorce au même écartement résultant d'un gel progressif des profondeurs.

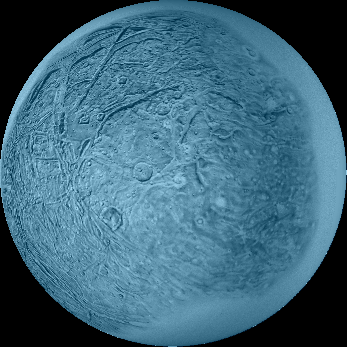
Image en fausse couleur d'Ariel. Le cratère légèrement au-dessous et à gauche du centre est Yangoor. Une partie de celui-ci a été effacée par un relief strié.

Les terrains les plus récents à la surface d'Ariel sont les plaines : des surfaces lisses et relativement basses qui doivent s'être formées sur une longue période de temps. La durée de cette période est établie en dénombrant les cratères d'impact observés en ces lieux. Les plaines se trouvent au fond des canyons et dans quelques dépressions irrégulières au milieu de cratères. Dans ce dernier cas, elles sont séparées du reste de la surface du cratère par des frontières nettes, parfois en forme de lobes. L'origine la plus probable de ces plaines est un processus volcanique. La géométrie linéaire de leurs évents ressemble à celle des volcans boucliers. Les différentes lisières topographiques suggèrent que les liquides éjectés étaient très visqueux, peut-être une solution d'eau/ammoniac surfondue, ou encore un volcanisme de glaces solides. L'épaisseur de ces flux de cryolaves hypothétiques est estimée entre 1 et 3 km. Les canyons doivent donc s'être formés à une époque où le resurfaçage endogène était d'actualité sur Ariel.
Ariel semble être assez uniformément recouverte de cratères par rapport aux autres lunes d'Uranus. La rareté relative des grands cratères suggère que la formation de sa surface soit postérieure à la formation du Système solaire. Cela indique qu'Ariel ait été complètement remodelée lors d'un épisode de son histoire géologique. L'activité géologique passée d'Ariel est supposée avoir été engendrée par les forces de marée et par la chaleur qui en résultait, alors que son orbite était plus excentrique qu'aujourd'hui. Le plus grand cratère observé sur Ariel, dénommé Yangoor, a un diamètre de 78 km, et montre des signes de déformations subséquentes. Tous les grands cratères (observés) ont un fond plat et des crêtes centrales, et peu sont entourés par des dépôts d'éjectas brillants. De nombreux cratères sont polygonaux, indiquant que leur apparition a été influencée par la structure préexistante de la croûte. Dans les plaines piquées de cratères, il n'y a que peu de larges (100 km) taches de lumière qui puissent être des cratères d'impacts dégradés. Si tel est le cas, ils seraient semblables aux palimpsestes de la lune galiléenne Ganymède de Jupiter. Il a été suggéré que la dépression circulaire de 245 km de diamètre localisée à 10°S 30°E soit une grande structure d'impact fortement dégradée.

## Origine et formation
Il existe plusieurs hypothèses quant à l'origine d'Ariel. L'une d'elles postule qu'elle résulterait de l'accrétion d'un disque de gaz et de poussières appelé « sous-nébuleuse ». Cette sous-nébuleuse, soit a existé autour d'Uranus quelque temps après sa formation, soit a été créée à la suite d'un impact cosmique qui aurait donné sa grande obliquité à l'axe de rotation d'Uranus. Bien que la composition précise de cette sous-nébuleuse ne soit pas connue, la densité plus grande des lunes d'Uranus, comparées à celles de Saturne, indique que la sous-nébuleuse était relativement pauvre en eau,. Des quantités significatives d'azote et de carbone peuvent avoir été présentes sous la forme de monoxyde de carbone (CO) et de diazote (N2) au lieu d'ammoniac et de méthane. Les lunes qui se sont formées dans une telle sous-nébuleuse contiendraient moins de glace (avec CO et N2 sous forme de clathrate) et plus de roche, ce qui expliquerait leurs hautes densités.
Le processus d'accrétion a probablement duré plusieurs milliers d'années avant qu'Ariel soit complètement formée. Les modèles suggèrent que les impacts de formation aient provoqué le réchauffement de la couche extérieure de la lune atteignant une température maximale autour de 195 K sur une profondeur de 31 km. Depuis la fin de sa formation, la couche sous la surface d'Ariel s'est refroidie, alors que l'intérieur d'Ariel s'est réchauffé en raison de la présence d'éléments radioactifs dans ses roches. La couche de surface en se refroidissant s'est contractée, alors que l'intérieur a subi une expansion. Ceci a provoqué de fortes tensions internes dans la croûte de la lune atteignant 30 MPa et auraient causé des fissures. Quelques précipices et canyons pourraient être le résultat de ce processus, qui a duré à peu près 200 millions d'années.
L'accrétion initiale, couplée à la désintégration des éléments radioactifs et probablement aussi la dissipation de chaleur résultant des frictions du manteau induites par les forces de marées, ont pu provoquer la fonte de la glace. Cette fonte n'a cependant pu avoir lieu qu'à la condition d'existence d'un antigel comme de l'ammoniac (sous forme de hydrate) ou de sel en moindre quantité. Cette fonte aurait pu causer la différenciation planétaire de la glace et des rochers aboutissant à la formation d'un noyau rocheux entouré d'un manteau glacé. Une couche d'eau liquide (océan) riche en ammoniac dissous a alors pu s'être formée à la frontière entre le noyau et le manteau. La température eutectique de ce mélange est de 176 K. Toutefois, cet océan souterrain a probablement gelé il y a longtemps. Le gel de l'eau a pu causer la dilatation de l'intérieur de l'astre, ce qui aurait été responsable de la formation des canyons et de l'ensevelissement des surfaces préexistantes,. De plus, les liquides provenant de l'océan situé en profondeur ont pu atteindre la surface sous forme d'éruptions cryovolcaniques, inondant canyons et cratères d'impacts.
La modélisation thermique de Dioné, une des lunes de Saturne, qui a une taille, une densité et une température de surface similaires à Ariel, suggère que la convection de l'état solide a pu durer à l'intérieur d'Ariel pendant des milliards d'années. Cette modélisation suggère également que ces températures dépassant 173 K (le point de fusion de l'ammoniac aqueux) ont pu persister près de sa surface pendant des centaines de millions d'années après la formation et près de son noyau pendant un milliard d'années.

## Observation et exploration

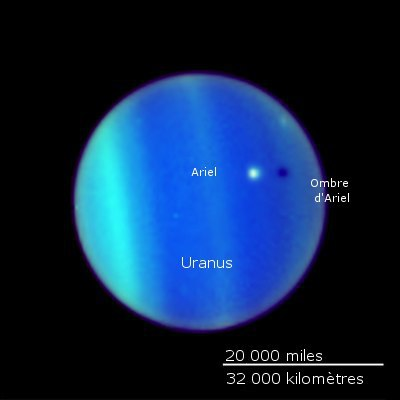
Passage d'Ariel devant Uranus photographié par le télescope spatial Hubble. L'ombre du satellite est visible à droite de ce dernier.

La magnitude apparente d'Ariel est de 14,4, similaire à celle de Pluton à l'approche de sa périhélie. Cependant, alors que Pluton peut être vue par l'intermédiaire d'un télescope de 30 cm d'ouverture, Ariel, au regard de sa proximité à l'éclat d'Uranus, n'est pas observable, même à travers un télescope de 40 cm d'ouverture.
Les seules images en gros plan d'Ariel ont été prises par la sonde spatiale Voyager 2, qui a photographié la lune durant son survol d'Uranus en janvier 1986. La plus proche distance entre Voyager 2 et Ariel fut de 127 000 km, significativement moins que la distance de la sonde à toutes les autres lunes uraniennes à l'exception de Miranda. Les meilleures images d'Ariel ont une résolution spatiale de 2 km et couvrent environ 40 % de sa surface, mais seulement 35 % ont été photographiés avec une qualité requise pour pouvoir en dresser une cartographie géologique et en dénombrer les cratères. Au moment du survol, l'hémisphère sud d'Ariel (comme celui des autres lunes) était pointé vers le Soleil, de sorte que l'hémisphère nord (plongé dans la pénombre) n'a pas pu être étudié,. Aucun autre engin spatial n'a jamais visité Uranus (et Ariel). Le programme Uranus orbiter and probe, dont le lancement pourrait être programmé pour les années 2020 à 2023, devrait apporter des précisions sur la connaissance des satellites d'Uranus et notamment sur Ariel.

### Transits
Le 26 juillet 2006, le télescope spatial Hubble a photographié l'un des transits d'Ariel sur la face d'Uranus, au cours duquel le satellite a jeté une ombre qui pouvait être vue sur le sommet des nuages d'Uranus. De tels événements sont rares et n'ont lieu qu'autour des équinoxes, car le plan orbital des lunes d'Uranus est alors incliné de 98° par rapport au plan orbital d'Uranus autour du Soleil. Un autre transit fut enregistré en 2008 par l'Observatoire européen austral.